# Гопляне
Гопляне (лат. Glopeani) — средневековое западнославянское племя, которое впоследствии стало частью польского народа. Это племя в VII—IX веках жило в районе озера Гопло, а их главным городом была Крушвица.
Средневековая хроника утверждает, что на их земле находится 400 градов, но в ходе археологических раскопок в районе Крушвицы так и не удалось найти укрепления, хотя крупное поселение и было найдено. Лябуда считал, что гопляне были частью племени полян или одним из их названий, а значит главным городом был Гнезно.